# Валериана
Валериа́на, валерьяна (лат. Valeriána) — род многолетних травянистых растений подсемейства Валериановые (Valerianoideae) семейства Жимолостные (Caprifoliaceae), включающий более двухсот видов. Латинское родовое название происходит от лат. valere — быть здоровым. Оно было впервые употреблено в книге итальянского ботаника Маттео Сильватико (1285—1342).
Наиболее известный вид — Валериана лекарственная (Valeriana officinalis L.), широко используемый в качестве лекарственного средства.

## Ботаническое описание
Корневище длиной 2—4 см, диаметром 2 см, с многочисленными шнуровидными корнями, длиной до 20 см и диаметром 1—4 мм. Корневище и корень обладают характерным запахом.
Стебель прямостоячий, бороздчатый, цилиндрический, в верхней части ветвистый, высотой до 2 м.
Листья супротивные, различные по форме и степени рассечения. Нижние листья черешковые, верхние — сидячие.
Цветки мелкие, душистые, от белых до тёмно-розовых, собраны в нитевидное или метельчатое соцветие.
Плод — светло-бурая или коричневая продолговато-яйцевидная семянка с хохолком. Масса 1000 семян 0,4—0,6 г.
Цветёт с мая по август, плоды созревают в июле — сентябре.

## Распространение
Произрастает в Европе, в центральной и северной частях Азии, в Северной и Южной Америке. На территории России встречается в диком виде повсеместно, за исключением Крайнего Севера и пустынных районов Средней Азии. Валериана растёт на склонах гор, по берегам рек, на заливных, болотистых местах, на лесных опушках. Часто образует большие заросли, которые используют для заготовки корней.
Культивируют в средней полосе и южных районах России.

## Биологические особенности
Цветет с мая по август. Плоды созревают в июне — сентябре.
Валериана лекарственная состоит из нескольких подвидов и разновидностей, различающихся между собой некоторыми морфологическими признаками и место-обитанием. Она хорошо приспосабливается к условиям среды, поэтому растет на самых разнообразных почвах, в различных температурных условиях. Как влаголюбивая культура, хорошо произрастает на участках с повышенной влажностью почвы. Предпочитает черноземы легкого механического состава, а также структурные легкие суглинки и супеси. Хорошие урожаи дает на осушенных и окультуренных торфяниках.
Размножение и агротехника. Размножается семенами. Посевы размещают на пониженных участках после озимых или пропашных культур (на приусадебных участках — в более увлажненных местах).
Подготовка почвы включает лущение после уборки предшественника, основную вспашку на глубину 25- 27 см (на дерново-подзолистых почвах на глубину гумусового слоя). Весной поле боронуют и культивируют. Под основную вспашку вносят навоз — 30-40 т/га, суперфосфат — 200—300 кг/га, азотные и калийные удобрения — по 150—200 кг/га. Перед посевом почву прикатывают. Сеют под зиму, ранней весной и летом с междурядьями шириной 45-70 см. Норма высева семян (кг/га): при подзимнем посеве — 9-10, при весеннем и летнем — 7-8. Глубина заделки семян 1-2 см.
Уход за посевами состоит в прополке сорняков, рыхлении почвы, в подкормке и борьбе с вредителями и болезнями. Для более высокого урожая корней на двулетних плантациях удаляют цветоносы.
Повреждается валериановым усачом, жёлтой сердцевинной совкой, бобовой тлей и поражается ржавчиной и мучнистой росой.
Уборка урожая и хранение сырья. Корни валерианы обычно убирают в сентябре — октябре на второй год после посадки. Выкопанные корни очищают от земли, удаляют листья, хорошо промывают водой. Затем подвяливают под навесом и сушат в специальных сушилках при температуре не более 40 °C. Потом корни упаковывают в тюки и хранят в сухом и хорошо проветриваемом помещении. Урожайность корней составляет 2,5 т/га.
На семена валериану убирают на третий год после посадки. Урожайность семян достигает 0,2 т/га.

## Применение

### Пищевое применение
В США валериану используют при производстве эссенций, ликёров, настоек. В качестве отдушки она входит в препарат для гаванских сигар и турецкого табака.
Как пряность, валериану употребляют в основном в европейских странах. В Англии свежие листья добавляют в салаты. Иногда из них готовят салат-гарнир к рыбным блюдам.

### Лекарственные свойства
Валериана применяется в медицине как психолептик. Терапевтическое действие валерианы обусловлено комплексом содержащихся в ней веществ и прежде всего эфирным маслом и алкалоидами. В корневищах и корнях количество эфирного масла достигает 2 %. Главные компоненты масла: борнил-изовалерат, изовалериановая кислота, борнеол, камфен, α-пинен, лимонен и др.
Препараты валерианы применяют во многих странах в качестве успокаивающего средства при бессоннице, нервном возбуждении, неврозе сердечно-сосудистой системы, сопровождающихся спазмом коронарных сосудов, тахикардии, а также при эпилепсии, астме, мигрени, спазме желудочно-кишечного тракта и для лечения нейродермитов. Иногда валериану используют в комбинации с препаратами брома, сердечными и другими успокаивающими средствами. Валериана входит в состав капель Зеленина, валокордина, кардиовалена, других комплексных препаратов, а также в сборы; эфирное масло является одной из основных составных частей корвалола (и подобных препаратов).
Валериану применяют в виде настоек, настоев, отваров, экстрактов и порошков. Работы профессора Ищенко показали, что таблетки из цельного тонко измельчённого растительного сырья в 2,5 раза эффективнее, чем таблетки с экстрактом корневищ валерианы.

## Виды
По информации базы данных The Plant List, род включает 289 видов. Некоторые из них произрастают на территории России и сопредельных стран:
- Valeriana amurensis P.Smirn. ex Kom. — Валериана амурская
- Valeriana dubia Bunge — Валериана сомнительная
- Valeriana fedtschenkoi Coincy — Валериана Федченко
- Valeriana jatamansi Jones ex Roxb. — Валериана гималайская
- Valeriana officinalis L. typus — Валериана лекарственная
- Valeriana rossica P.Smirn. — Валериана русская
- Valeriana simplicifolia Kabath — Валериана цельнолистная
- Valeriana sisymbriifolia Vahl — Валериана гулявниколистная
- Valeriana tiliifolia Troitzk. — Валериана липолистная
- Valeriana tuberosa L. — Валериана клубненосная, или Валериана клубневая
- Valeriana wolgensis Kazak. — Валериана волжская

В базе данных The Plant List вид Валериана аянская (Valeriana ajanensis Kom.) имеет неопределённый статус.